# Błękitny Legion
Błękitny Legion, Hiszpański Legion Ochotniczy (niem. Spanische Freiwilligen-Legion, Blaue Legion, hiszp. Legion Espańola de Voluntarios) – ochotnicza jednostka wojskowa Wehrmachtu złożona z Hiszpanów podczas II wojny światowej.

## Historia
Na przełomie października/listopada 1943 r. z frontu wschodniego do kraju została wycofana tzw. Błękitna Dywizja. Odbyło się to z inicjatywy gen. Francisco Franco, który w wyniku zmiany sytuacji międzynarodowej, a także pod naciskiem USA został zmuszony do ogłoszenia pełnej neutralności Hiszpanii. W Niemczech pozostało jednak część żołnierzy Dywizji, chcących w dalszym ciągu walczyć z Sowietami. W tej sytuacji władze hiszpańskie porozumiały się z Niemcami o utworzeniu Hiszpańskiego Legionu Ochotniczego, zwanego Błękitnym Legionem. Jego liczebność ustalono na 1,5 tys. żołnierzy, ale faktycznie w jego skład weszło ponad 2,1 tys. ludzi. Na ich czele stanął płk Antonio Garcia Navarro. Organizacja Legionu oparta była na strukturach Hiszpańskiej Legii Cudzoziemskiej, w której bataliony nazywane były banderami. Legion składał się z dwóch bander piechoty pod dowództwem kpt. Antonio Ibarra Montisa i kpt. José María García Mendozy oraz bandery mieszanej (kompanie artylerii, dział przeciwpancernych, saperów i rozpoznawcza) kpt. José Virgili Quintanilly. 20 listopada 1943 r. Legion przybył do Jamburga, gdzie przeszedł dwutygodniowe przeszkolenie wojskowe. Następnie skierowano go do walki z partyzantką, co spotkało się z dużym niezadowoleniem Hiszpanów, chcących walczyć jedynie na froncie. W tej sytuacji zostali oni przeniesieni pod Leningrad z przydziałem do niemieckiej 121 Dywizji Piechoty gen. Hellmutha Prießa. W dniach 24–25 grudnia odparli silne ataki sowieckie. Na początku stycznia 1944 r. Legion wraz z wojskami niemieckimi wycofał się spod miasta, walcząc z Armią Czerwoną i oddziałami partyzanckimi. W połowie lutego tego roku zajął pozycje obronne w rejonie Narwy. W marcu władze hiszpańskie pod naciskiem USA i Wielkiej Brytanii wycofały jednostkę do kraju, gdzie przybyła w połowie kwietnia. Jednakże najbardziej zagorzali antykomuniści znów pozostali w Niemczech, pomimo że nie mieli takiego prawa. Część z nich podjęła pracę w charakterze robotników w fabrykach, inni wstąpili do Wehrmachtu lub Waffen-SS.